# Amaryllideae
Amaryllideae es una tribu perteneciente a la familia Amaryllidaceae.
Esta tribu está caracterizada por la presencia de fibras cartilaginosas en las hojas, escapos con esclerénquima, polen bisulcado con exina espinulosa (los granos de polen son monosulcados y con exina reticulada en los restantes géneros de la familia) y por los óvulos unitégmicos. Las semillas de los miembros de esta tribu son verdes y carnosas y no presentan un período de dormición o latencia, por lo que germinan rápidamente, incluso sobre la misma planta madre. Varios géneros populares en jardinería pertenecen a esta tribu, enteramente africana, tales como Amaryllis, Crinum y Nerine.

## Subtribus
Tiene las siguientes subtribus:
- Subtribu:Amaryllidinae - 
  - Géneros: Amaryllis
- Subtribu:Boophoninae - 
  - Géneros: Boophone
- Subtribu:Crininae - 
  - Géneros:Ammocharis - Crinum  - Cybistetes
- Subtribu:Strumariinae
  - Géneros:Brunsvigia - Crossyne - Hessea - Namaquanula - Nerine - Strumaria[2]